# Konzern Kalaschnikow
Der Konzern Kalaschnikow ist ein nach dem Kalaschnikow-Gewehr (AK-47, produziert ab 1947, konstruiert von Michail Timofejewitsch Kalaschnikow) benannter russischer Rüstungskonzern. Der Konzern entstand 2013 durch die Fusion der beiden finanziell angeschlagenen Waffenproduzenten Ischmasch und Ischmech (bekannt durch die Marke Baikal). Er produziert laut Eigenaussage etwa 95 % der Kleinwaffen Russlands.
Neben dem Ischmasch-Werk gehören mittlerweile auch die Schnellbootwerft Rybinskaja Werf bei Rybinsk und der Drohnenhersteller ZALA Aero zum Unternehmen.
Mitte Februar 2018 reduzierte die russisch-staatliche Rostec ihre Anteile von 51 % auf 25 % plus eine Aktie. Die knapp 26 % Anteile wurden von Unternehmenschef Alexej Kriworutschko, der auch schon vorher an Kalaschnikow beteiligt war, gekauft.
Im Jahr 2022 leitete Alexander Nasarov den Vorstand des Unternehmens.

## Produkte (Auswahl)
Waffen:
- AK-100er-Serie (AK-101, AK-102, AK-103, AK-104, AK-105)
- SWD („Dragunow“)
- SWCh („Tschukawin“)
- PP-19-01 SN („Witjas“)
- Saiga-Serie (z. B. Saiga-12)

Motorräder:
- ISch-49: Elektromotorrad (Kleinserie, 2020)[7]

Autos:
- Kalaschnikow CV-1 (2018)[8]

## Westliche Sanktionen
Seit dem Jahr 2014 ist der Konzern im Zusammenhang mit der Executive Order 13662 von den USA sanktioniert. So ist der Konzern auch auf der Specially Designated Nationals and Blocked Persons list des Office of Foreign Assets Control. Im März 2022 wurde Kalaschnikow auch von der Europäischen Union sanktioniert. Dennoch wurden über Umwege Bohrwerkzeuge von der Firma Gühring bezogen, welche zwar als Dual-Use Güter grundsätzlich nicht unter Sanktionen stehen, jedoch trotzdem nicht an die Rüstungsindustrie geliefert werden sollten. Die Bestellungen sollen im Zeitraum 2020 bis 2022 von Kalaschnikow aufgegeben worden sein. So hatte Kalaschnikow bei Firma LMZ Lipetsk angefragt, die Bohrer von Gühring zu bestellen. LMZ fragte wiederum den Russischen Importeur PKF-Technology an, welcher dann wohl die Werkzeugteile lieferte. Gühring selbst wies den Vorwurf der Sanktionsumgehung zurück und betonte, dass man den Russischen Überfall verurteile. Nach den Recherchen stellte Gühring sein Russlandgeschäft ein.